# Moto Blanco
Moto Blanco est un duo de disc jockeys et producteurs britannique composé de Danny Harrison et Arthur Smith. Le groupe est régulièrement rejoint par le producteur Jon Cohen. Le duo est connu pour ses nombreux remixes des chansons populaires.
Moto Blanco est désormais constitué uniquement de Danny Harrison, un producteur de house music du Sud de Londres. 

## Discographie

### Single
- Satisfied (2003)
- 3 AM (2004)
- Black Sugar (2005)

### Remixes (sélection)
- Adele - Set Fire to the Rain (2011)
- Agnes Carlsson - Release Me (2009)
- Alexandra Burke featuring Flo Rida - Bad Boys (2009)
- Amanda Morra - Rebel for Life (2011)
- Anastacia - Absolutely Positively (2009)
- Annie Lennox - Sing (2007)
- Booty Luv - Shine (2007)
- Brandy Norwood - Right Here (Departed) (2008)
- Brit & Alex - Let It Go (2008)
- Buzz Junkies featuring Elesha - Don't Mess With My Man (2007)
- Buzz Junkies featuring Elesha - If You Love Me (2007)
- Cee Lo Green - Cry Baby (2011)
- Cheryl - Fight for This Love (2009)
- Christian Falk featuring Robyn - Dream On (2008)
- Ciara - Get Up (2006)
- D.O.N.S featuring Technotronic - Pump Up The Jam (2005)
- Dalal - Taste the Night (2011)
- Daniel Merriweather - Red (2009)
- Dannii Minogue and Soul Seekerz - Perfection (2005)
- Eighteen featuring Stephanie Mills - (You're Putting a) Rush on Me (2007)
- Enrique Iglesias - Can You Hear Me (2008)
- Enrique Iglesias featuring Sean Garrett - Away (2009)
- Enrique Iglesias featuring Ciara - Takin' Back My Love (2009)
- Erasure - Be With You (2011)
- Erika Jayne - Stars (2008)
- Erika Jayne - Roller Coaster (en) (2010)
- Esmée Denters - Outta Here (2009)
- Flipsyde - When It Was Good (2009)
- Fugative - Crush (2010)
- Gabriella Cilmi - Hearts Don't Lie (2010)
- Geneva - Karma (2011)
- George Michael featuring Mutya Buena - This Is Not Real Love (2006)
- J Latif - Anonymous (2011)
- JLS - Proud (2012)
- Janet Jackson - Make Me (2009)
- Janet Jackson - Feedback (2007)
- Jennifer Hudson - Spotlight (2008)
- Jennifer Hudson - Everybody Needs Love (2011)
- Jennifer Lopez - Do It Well (2007)
- Jennifer Lopez - Hold It Don't Drop It (2007)
- Jennifer Lopez - Louboutins (2010)
- Jessica Jarrell - Almost Love (2010)
- Jessie Malakouti - Standing Up For The Lonely (2010)
- Joe Jonas - Just in Love (2011)
- Kardinal Offishall et Akon - Dangerous (2008)
- Kat Graham - Put Your Graffiti on Me' (2012)
- Keri Hilson featuring Ne-Yo & Kanye West - Knock You Down (2009)
- Lady Gaga - Paparazzi (2009)
- Leona Lewis - Bleeding Love (2007)
- Leona Lewis - Forgive Me (2008)
- Lionel Richie - I Call It Love (2006)
- Mariah Carey - I Want to Know What Love Is (2009)
- Mark Morrison - Innocent Man (2008)
- Mark Morrison featuring Tanya Stephens - Dance 4 Me (2008)
- Mary J. Blige - Be Without You (2005)
- Mary J. Blige - Just Fine (2008)
- Mary J. Blige - I Am (2010)
- Matt Zarley - WTF (2011)
- Matt Zarley - Trust Me (2012)
- Maverick Sabre - I Need (2011)
- Michelle Williams - We Break the Dawn (2008)
- Miley Cyrus - See You Again (2008)
- Mika - Love Today (2007)
- Mutya Buena - Real Girl (2007)
- Natalia Kills - Mirrors (2010)
- Natalia Kills featuring will.i.am - Free (2011)
- Natasha Bedingfield - Angel (2007)
- Novena - When I'm with You (2009)
- Paloma Faith - Picking Up the Pieces (2012)
- Parade - Perfume (2011)
- The Pussycat Dolls featuring Snoop Dogg - Bottle Pop (2009)
- The Pussycat Dolls - I Hate This Part (2008)
- Pixie Lott - Boys and Girls (2009)
- Rihanna - Push Up On Me (2008)
- Rihanna - SOS (2006)
- Robin Thicke featuring Mary J. Blige - Magic (2008)
- Robin Thicke - Sex Therapy (2010)
- September - Resuscitate Me (2010)
- Sérgio Mendes - Magalenha (2010)
- Shakira - She Wolf (2009)
- Shayne Ward - Gotta Be Somebody (2010)
- Shayne Ward - If That's OK with You (2007)
- Solange Knowles - I Decided (2008)
- Sophie Ellis-Bextor - Catch You (2007)
- Taio Cruz featuring Pitbull - There She Goes (2012)
- T2 - Butterflies (2008)
- Timbaland featuring SoShy and Nelly Furtado - Morning After Dark (2009)
- The Saturdays - If This Is Love (2008)
- The Wanted - Gold Forever (2011)
- Wideboys featuring Clare Evers - Bomb the Secret (2007)
- Will Young - Jealousy (2011)
- Wretch 32 featuring Example - Unorthodox (2011)
- Xpress 2 featuring David Byrne - Lazy (2008)
- Zoe Badwi - Freefallin (2010)